# Gheorghe Minoiu
Gheorghe Minoiu (n. 1932, Drăgășani,județul Vâlcea – d. 4 octombrie 2010, București – d. 4 octombrie 2010, București, România) a fost un comentator sportiv la Radio România Actualități.

## Biografie
Absolvent al Facultății de Zootehnie (1957) și de Ziaristică a Universității din București (1975). Din 1965 s-a angajat la Radiodifuziunea Română, unde a avut o bogată activitate redacțională, mai puțin însă ca reporter. A fost în mod deosebit realizator, comentator și prezentator al emisiunilor sportive. A realizat emisiuni complexe, abordând subiecte din toate sporturile. Din 1970 a coordonat, după Ion Ghițulescu și George Ionescu, emisiunea Sport și muzică, devenită ulterior Fotbal minut cu minut. S-a bucurat de o mare popularitate în rândurile ascultătorilor, datorită profesionalismului său de excepție, spiritului de obiectivitate și a promptitudinii cu care a răspuns celor mai diverse preferințe ale iubitorilor sportului din țara noastră. S-au făcut și bancuri cu el. Apropiații îl apelau „Bebe”.
Într-un interviu pe care Ion Ghițulescu i l-a acordat lui Răzvan Toma, referindu-se la Gheorghe Minoiu a spus următoarele: „De destul timp eram la coordonare, dar voiam să fac și transmisii de la stadion. Pe-atunci, la secția agrară a radioului lucra Gheorghe Minoiu, căruia nu-i convenea acolo și voia să plece. M-a rugat să-l ajut. Era un oltean simpatic și l-am adus la sport. La început a făcut știri, încercase să transmită și de pe stadion, dar nu s-a descurcat. Atunci l-am luat să facă coordonare și în ultimă instanță a rămas el cu această treabă”.
„Un taciturn. Așa era Bebe. Un introvertit, de asemenea. Dar un profesionist sută la sută. Nu e puțin lucru să simți momentele când trebuie să dai legătura pe un stadion sau pe altul. Ei bine, el simțea. Nu insista la un meci de 3-0, ci se concentra pe partidele unde exista echilibru, tensiune, dramatism, plus că intuia bine momentele de grație, acelea în care se marca gol, astfel încât, de foarte multe ori, s-a întâmplat să aibă inspirația de a da legătura pe un stadion, iar în minutele în care acel crainic rămânea în direct se și marca. Asta era satisfacția supremă și pentru comentator, să prindă golul în direct, iar pentru Minoiu, de asemenea, era o confirmare că e priceput” – l-a descris Nicolae Secoșan, în cartea Fotbal Minut cu Minut, scrisă de Ovidiu Blag, la editura Cuantic, în 2023. În aceeași carte, Ilie Dobre a spus despre Minoiu că trăia modest, într-o garsonieră de pe strada Iulia Hașdeu, dar era un tip generos. Totodată, în pofida faptului că era taciturn, avea mult umor. Nu a avut însă noroc în viața personală, fiind de două ori căsătorit și de tot atâtea ori divorțat. Un motiv: radioul, căruia îi era mai credincios, căci acolo venea zilnic devreme și pleca târziu.